# The Smoking Gunns
Gli Smoking Gunns sono stati un tag team di wrestling, che militò nella World Wrestling Federation, composto da Bart e Billy Gunn, fratelli secondo la storyline.  Interpretarono una coppia di cowboy dal 1993 al 1996 e vinsero per 3 volte il World Tag Team Championship.

## Storia
I due iniziarono a lavorare in team nel 1992 come Long Riders nella International Wrestling Federation. Polchlopek lottò col nome Brett Colt, mentre Sopp era conosciuto come Kip Winchester. Conquistarono l'IWF World Tag Team Championship per due volte prima di firmare per la World Wrestling Federation.
Gli Smokin' Gunns debuttarono durante l'aprile del 1993. La loro prima apparizione in pay-per-view fu a King of The Ring in un eight-man tag team match. I Gunns e gli Steiner Brothers ebbero la meglio sugli Headshrinkers e i Money Inc. quando Billy schienò Ted DiBiase. Il loro match successivo si disputò a SummerSlam, quando collaborarono con Tatanka sconfiggendo Bam Bam Bigelow e gli Headshrinkers.
Nonostante continuassero a lottare in coppia, non apparvero nei pay-per-view per oltre un anno. Nell'autunno 1994, iniziarono un feud con gli Heavenly Bodies (Tom Prichard e Jimmy Del Ray). I Bodies attaccarono gli Smokin' Gunns e distrussero i loro cappelli da cowboy. I Gunns risposero afferrando i vestiti dei Bodies e strappando loro le ali. I due team disputarono una serie di incontri negli house show, ma il feud non si concluse mai con un match risolutore. Piuttosto, si affrontarono come parti di un 5-on-5 elimination match a Survivor Series. Billy e Bart unirono le forze con Lex Luger, Mabel e Adam Bomb perdendo però contro il team di Ted DiBiase composto da King Kong Bundy, Tatanka, Bam Bam Bigelow e gli Heavenly Bodies.

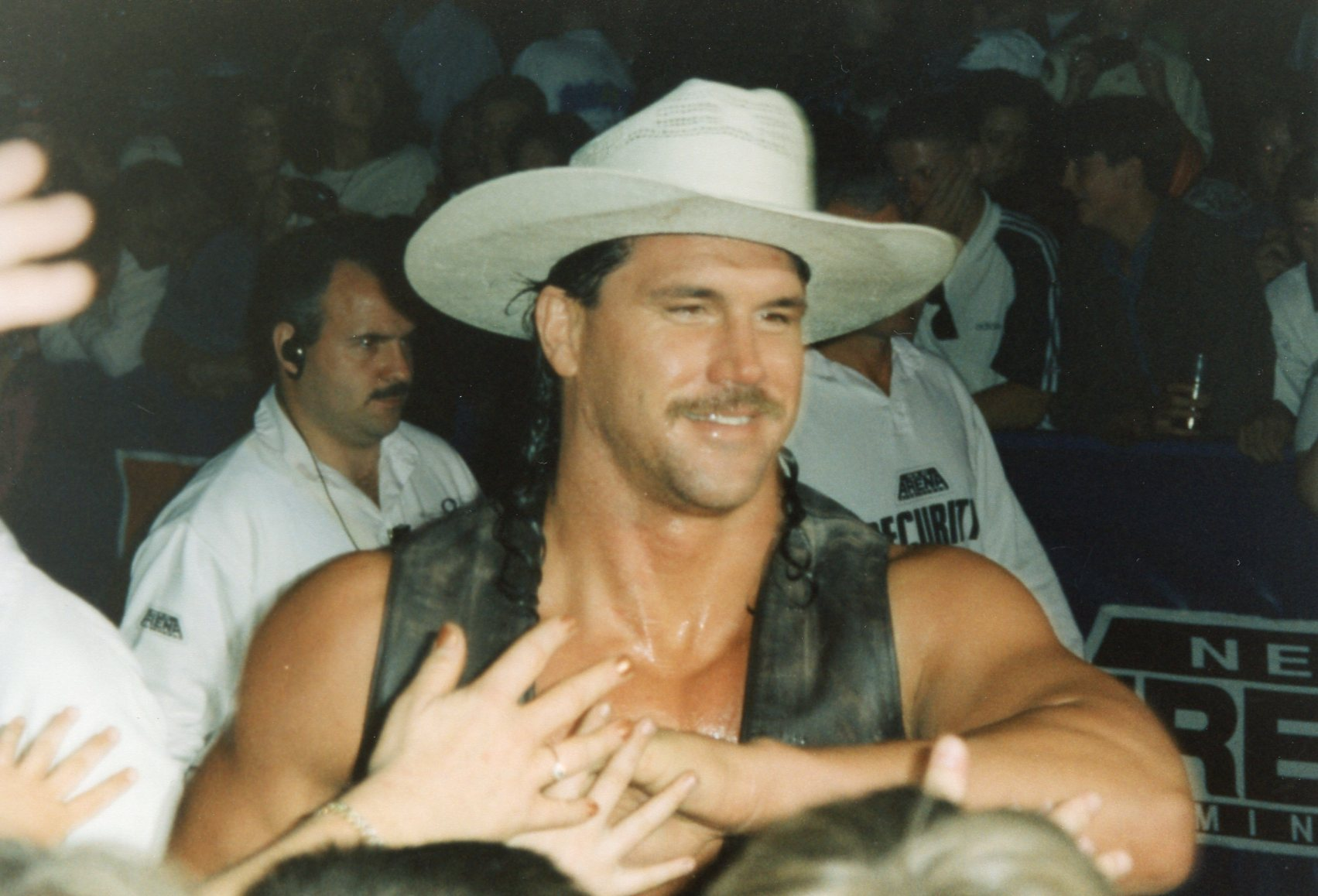
Bart Gunn

Avrebbero dovuto prendere parte al torneo per l'assegnazione del vacante tag team title dopo la separazione dei campioni Shawn Michaels e Diesel. Alcuni infortuni impedirono però ai due di partecipare. Dopo che i loro sostituti Bob "Spark Plug" Holly e 1-2-3 Kid conquistarono le cinture, i Gunns li sconfissero vincendo i titoli il 23 gennaio 1995. A WrestleMania XI, affrontarono Owen Hart e un misterioso partner che poi si rivelò essere Yokozuna, perdendo. Riconquistarono poi le cinture il 25 settembre dello stesso anno.
I Gunns difesero le cinture fino al 15 febbraio 1996, quando Billy fu costretto a sottoporsi ad un intervento chirurgico al collo e rendendo così vacanti i titoli. Billy recuperò in fretta, e li rivinsero il loro ultimo titolo tre mesi dopo sconfiggendo i Godwinns a In Your House 8: Beware of Dog. In seguito a questa vittoria, Sunny lasciò i Godwinns per offrire i suoi servizi manageriali ai Gunns. Sunny era una manager heel che manipolava i Gunns creando dissapori. Sunny e Billy ebbero una relazione, con disappunto di Bart.

### Separazione
Alla fine Sunny causò la fine del team, diventando fonte di discussione tra i due. Quando i Gunns persero le loro cinture contro Owen Hart e British Bulldog nel settembre 1996 a In Your House 10: Mind Games, Sunny lasciò il team perché voleva essere una manager soltanto di campioni (anche se poi non si unì a Hart e Bulldog). Billy, frustrato dalla sconfitta e per aver perso Sunny, tradì Bart diventando heel, e i due ebbero una breve faida. Dopo aver lottato contro in diversi tag team match, la faida culminò in un match singolo. Durante il match, Bart infortunò accidentalmente al collo Billy costringendolo allo stop e interrompendo la loro faida.
Poco dopo, Bart si trasferì nella National Wrestling Alliance, e quando tornò nella WWF nel 1998, fu principalmente coinvolto in storyline con altri talenti NWA, sconfiggendoli nel torneo Brawl for All. Fu svincolato dalla federazione prima di poter terminare la faida con Billy. Ad ogni modo, i due si affrontarono in tag team, in un match tra i New Midnight Express e i New Age Outlaws a King of the Ring 1998.

## Nel wrestling

### Mosse finale
- Sidewinder (Sidewalk slam (Bart) / Diving leg drop (Billy))

### Manager
- Sunny

## Titoli e riconoscimenti
- Internation Wrestling Federation
  - IWF Tag Tag Championship (3)
- World Wrestling Federation
  - World Tag Team Championship (3)
  - Raw Bowl